# Justify My Love
"Justify My Love" je prvi singl američke pjevačice Madonne s kompilacije najvećih hitova iz 1990. The Immaculate Collection. Pjesma je izdana 6. studenog 1990. pod Sire Recordsom. Izdavanje pjesme je izazvalo burne reakcije zbog pratećeg video spota sa seksualnim scenama. Singl je izdan i kao video singl, te je postao najprodavaniji video singl svih vremena. Ovo je Madonnin 9. broj 1 na Billboard Hot 100, dok je u UK-u dospjeo na 2. mjesto s 228.683 prodanih kopija. 2009. se pjesma našla na još jednoj kompilaciji Madonninih hitova - Celebration, a izrazito kontroverzan spot za pjesmu se po prvi puta našao na jednoj Madonninoj DVD kompilaciji - Celebration – The Video Collection.

## O pjesmi
"Justify My Love" su napisali Lenny Kravitz, Ingrid Chavez i Madonna. Kravitz ju je napisao za Madonnu inspiriran pjesmom koju su napisali njegov prijatelj i Prince. Kravitz je osmislio naziv i refren, dok je Madonna nadodala nekoliko stihova. Chavez u početku nije spominjana kao autor djela, ali je 1992. ona tužila na sudu Kravitza. Ali dogovorom je dobila prava na pjesmu.
Pjesma je bila jedinstvena po tome što ju je Madonna više ispričala i prošaptala nego otpjevala. Ovakav stil je bio mali uvod u sljedeći album Erotica u kojem je više prepričavala tekst nekih pjesama nego ih pjevala. U to vrijeme izdavanja pjesme su krenule glasine o ljubavnoj vezi između Madonne i Kravitza ali je Kravitz to porekao.
Q-Magazine je 2003. godine pitrao Madonnine fanove za njenih 20 najboljih pjesama. Ovu pjesmu su smjestili na #12.
Madonna je pjesmu izvela 1993. na The Girlie Show World Tour.

## Glazbeni video
Justify My Love je prvi Madonnin video singl. Ovo je bilo prvi puta da je Madonna izdala video kao komercijalno izdanje. Izdan je kao VHS i to pod diskografskom kućom Sire Records i Warner Music Vision, kako bi unovčili kontroverze koje je video izazvao a i zbog zabrana prikazivanja na MTV-u. Video sadrži izrazito kontroverzne i seksualne scene. Ovaj video je postao najprodavaniji video singl u povijesti s prodanih više od 400,000 primjeraka u SAD-u po cijeni 9.98$.
Za vrijeme gostovanja u emisiji Nightline 2. prosinca 1990., video je prikazan u cijelosti a zatim je uslijedio razgovor s Madonnom o sadržaju videa i cenzuri. Kada ju je voditelj pitao želi li više zaraditi novaca tako što proda video, ili da joj se video emitira na MTV-u, Maodnna se osmijehnula i rekla: "Da, baš sam sretna!". Rekla je i kako je zabranjivanje videa licemjerno jer se nikada ne zabranjuju videi istog sadržaja ali s muškim izvođačima. Podsjetila je i kako su je upozorili za video "Vogue" gdje je nosila proziran top kroz kojeg su se vidjele grudi.
Ovaj vide sadrži slike sadomazohizma, voajerizma i biseksualnosti. Pisac Madonnine biografije Mark Bego je rekao: "Bacanje skandala na Madonnin put je kao bacanje benzina na vatru." Sve te kontroverzije su pomogle singlu u dobivanju publiciteta, kao i u financijskom aspektu, ali singl je proveo i dva tjedna na prvom mjestu Billboard Hot 100 ljestvici.
Video je bio zabranjen i u Kanadi, ali je od svibnja 2007. doživio veliko emitiranje na jednoj televizijskoj postaji. Ali bez obzira i dalje je zabranjen na ostalim postajama u Kanadi. Sredinom 2002. video je emitiran u cijelosti na MTV2 kao dio emisije o najkontroverznijim spotovima na MTV-u. To je prikazano u kasnim večernjim satima. 
Po prvi puta se video našao na jednoj Madonninoj kompilaciji tek 2009. godina na DVD-u Celebration – The Video Collection. Ova verzija videa je cenzurirana. Izbačene su scene gdje se prikazuje ženska golotinja.

### Popis videa na singlu
1. "Justify My Love"
2. "Vogue" (s MTV Video Music Awards 1990.) 1

1pojavljuje se samo na europskom izdanju, američko izdanje ima samo jedan video.

### Uspjeh
- Video je dospjeo na #43 Rolling Stoneova izbora "100 najboljih glazbenih videa"
- Video je dospjeo na #7 VH 1-ova izbora "100 najboljih glazbenih videa" i na #1 "50 najsexi videa".
- Video je smješten na #4 "5 najboljih videa 1991."

## The Beast Within
"The Beast Within" je naziv za obradu pjesme "Justify My Love". Remix sadrži refren i neke stihove izvorne pjesme, a dok su strofe zamijenjene stihovima iz Biblije. Nakon prve live izvedbe pod nazivom "The Beast Within", naziv je ostao jer je većina fanova tako zapamtila pjesmu. Pjesma je prvi puta dobila na većoj pažnji kada ju je Simon Wiesenthal Centar optužio za anti-semitizam. To se odnosilo na stihove "those who say that they are Jews, but they are not. They are a Synagouge of Satan". Madonna je odbacila optužbe, s time da je rekla kako je to pjesma o ljubavi.
Pjesmu je Madonna izvela 1993. na The Girlie Show World Tour i ponovno 2004. kao uvodnu pjesmu koncerta na Re-Invention World Tour. Također je uključena i na live album I'm Going to Tell You a Secret

## Popis formata i pjesama
US Kaseta/7" Singl
1. Justify My Love (Album Version) 4:58
2. Express Yourself (1990) (Remix Album Version) 4:02

US CD Maxi-Singl
1. Justify My Love (Q-Sound Mix) 4:54
2. Justify My Love (Orbit 12" Mix) 7:16
3. Justify My Love (Hip Hop Mix) 6:30
4. Express Yourself (1990) (Shep's 'Spressin' Himself Re-Remix) 9:30
5. Justify My Love (The Beast Within Mix) 6:10

Njemački CD Singl
1. Justify My Love (Orbit 12" Mix) 7:16
2. Justify My Love 5:00
3. Express Yourself (1990) (Shep's 'Spressin' Himself Re-Remix) 9:30

## Na ljestvicama
| Ljestvica (1990/1991)              | Pozicija |
| ---------------------------------- | -------- |
| Australija                         | 4        |
| Austrija                           | 9        |
| Europa                             | 2        |
| Francuska                          | 7        |
| Irska                              | 3        |
| Italija                            | 3        |
| Japan                              | 2        |
| Južnoafrička Republika             | 2        |
| Kanada                             | 1        |
| Nizozemska                         | 4        |
| Norveška                           | 3        |
| Njemačka                           | 10       |
| Španjolska                         | 3        |
| Švedska                            | 8        |
| Švicarska                          | 3        |
| Ujedinjeno Kraljevstvo             | 2        |
| U.S. Billboard Hot 100             | 1        |
| U.S. Billboard Hot Dance Club Play | 1        |
| U.S. Billboard Rhythmic Top 40     | 1        |
| U.S. Billboard Top 40 Tracks       | 1        |
| U.S. ARC Weekly Top 40             | 1        |